# Régiment de Steiner
Le régiment de Steiner est un régiment d'infanterie suisse du royaume de France créé en 1752, devenu sous la Révolution le 97e régiment d'infanterie de ligne.

## Création et différentes dénominations
- 1er mars 1752 : création du régiment de Lochmann
- 28 septembre 1777 : renommé régiment de Muralt
- 24 novembre 1782 : renommé régiment de Steiner
- 1er janvier 1791 : renommé 97e régiment d'infanterie de ligne
- 20 août 1792 : licencié

## Équipement

### Drapeaux
Les drapeaux d'ordonnance de ce corps avaient leurs quartiers partagés en 7 flammes, 4 noires 
et 3 jaunes. 

Drapeaux colonel et d’ordonnance
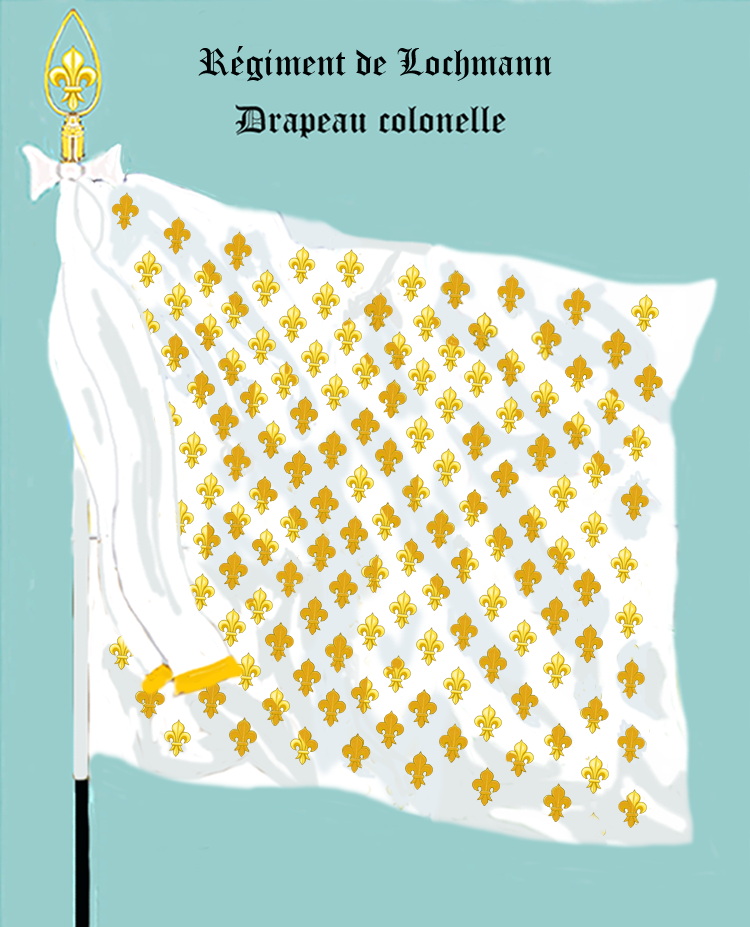
drapeau colonel du régiment de Lochmann de 1751 à 1777
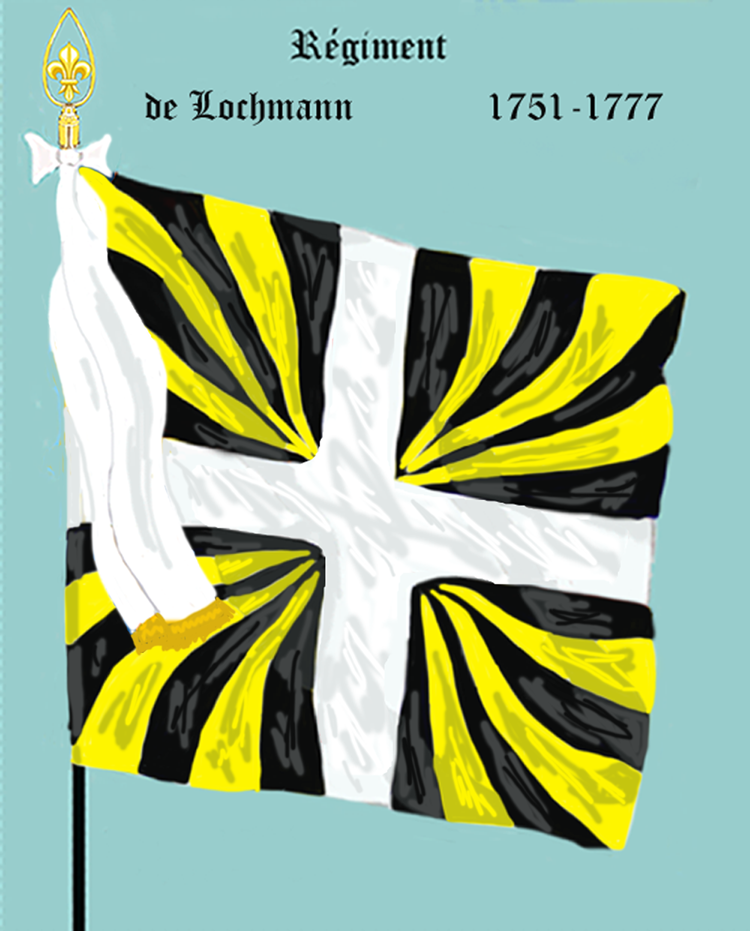
régiment de Lochmann de 1751 à 1777
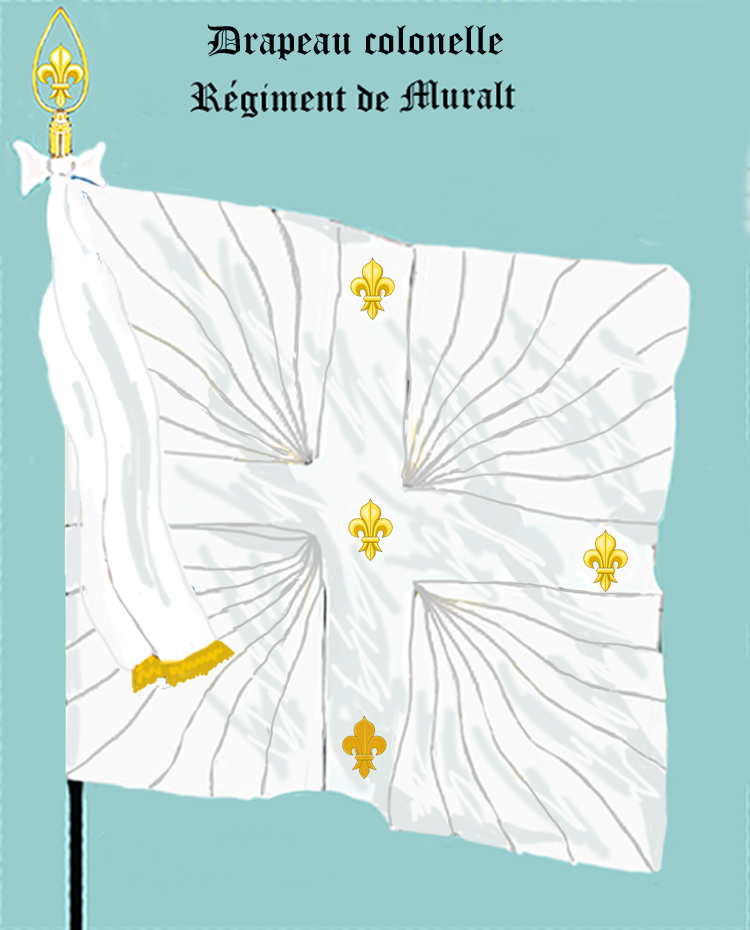
drapeau colonel du régiment de Muralt de 1777 à 1782
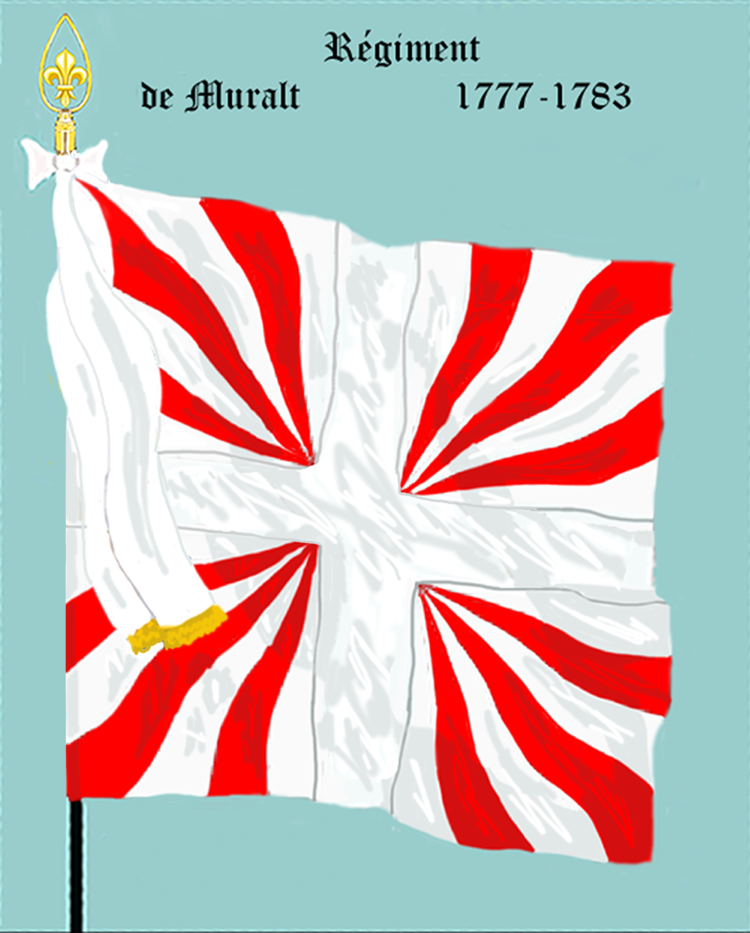
régiment de Muralt de 1777 à 1782

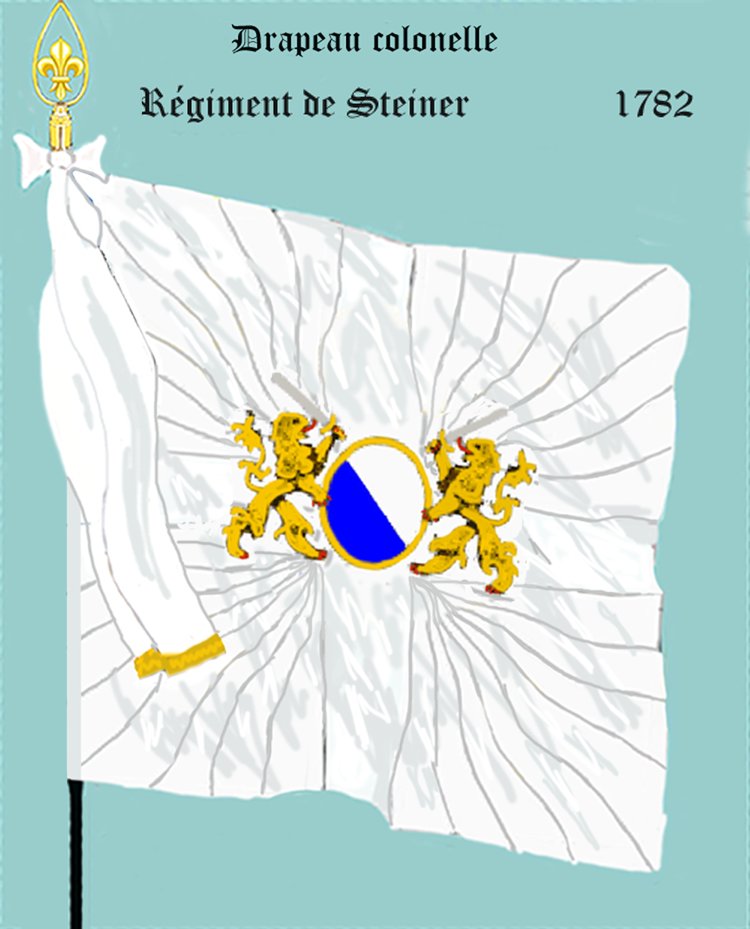
drapeau colonel de régiment de Steiner de 1782 à 1791
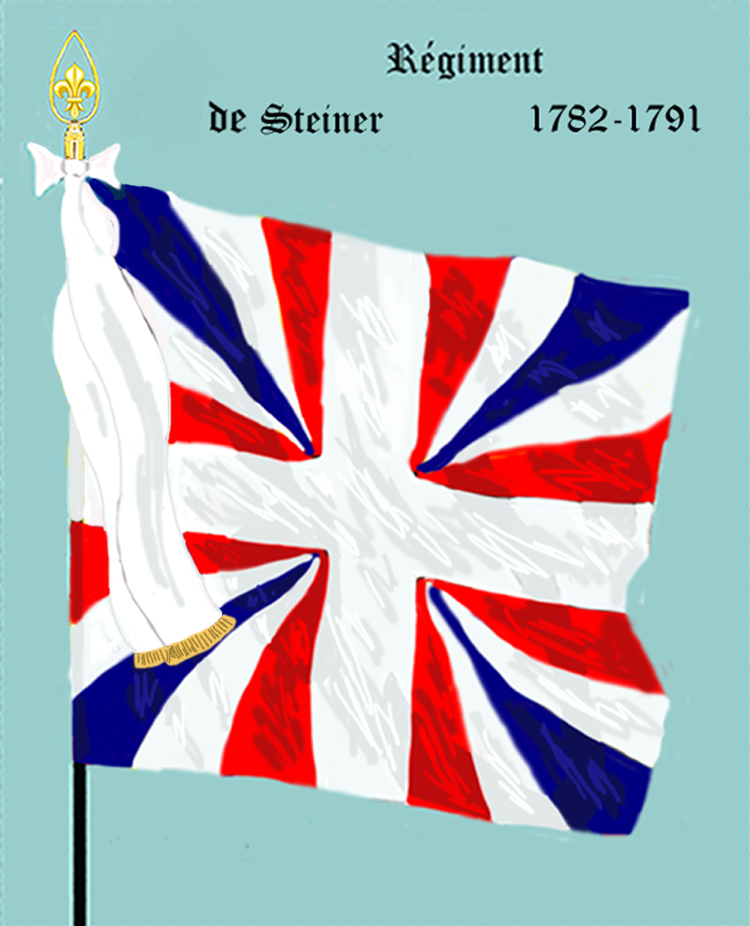
régiment de Steiner de 1782 à 1791

### Habillement

Uniformes
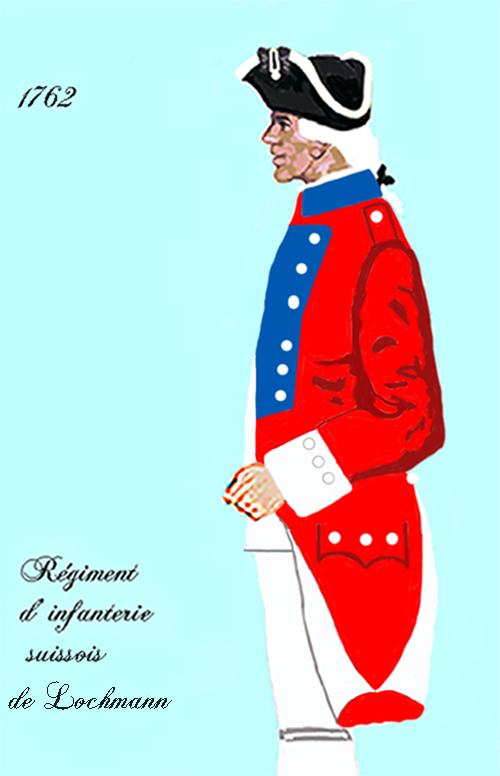
régiment de Lochmann de 1762 à 1776
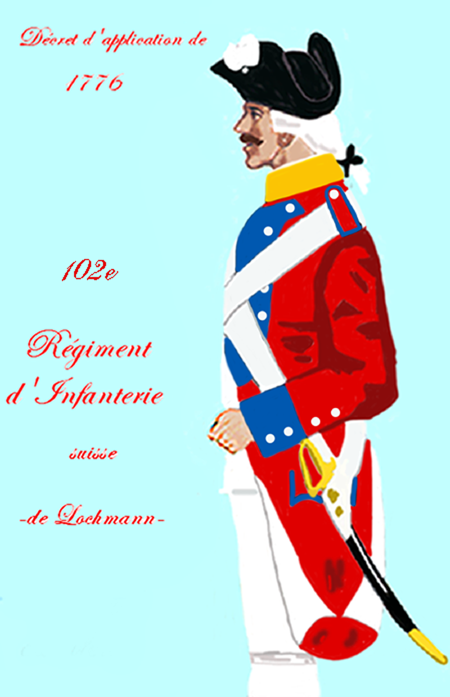
de 1776 à 1791
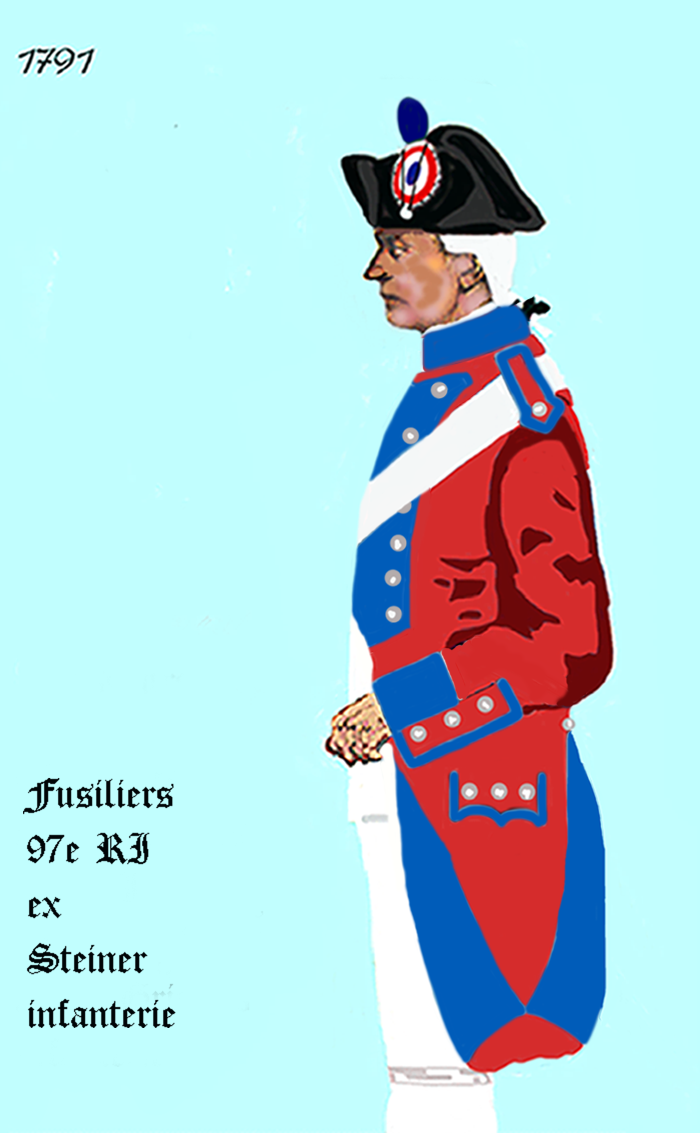
97e régiment d’infanterie de ligne de 1791 à 1792

## Historique

### Colonels et mestres de camp
- 1er mars 1752 : Jean Ulrich, baron de Lochmann, brigadier le 22 juillet 1758, maréchal de camp le 20 février 1761
- 28 septembre 1777  Jean, baron de Muralt
- 24 novembre 1782 : Jacob, baron de Steiner

### Campagnes et batailles
En 1757, le régiment de Lochmann est attaché à l’armée d’Allemagne et prend part à la bataille d’Haastembeck.
Lors de son licenciement le 20 août 1792, le 97e régiment d’infanterie de ligne, réduit à 500 hommes, était au camp de Hochfelden ; 300 restent en France et s'engagent presque tous dans la cavalerie.